# 斯特凡·烏德里
斯特凡·烏德里（法語：Stéphane Udry，1961年—）是一位任職於日內瓦大學的瑞士天文學家，目前的研究主要是太陽系外行星巡天。2007年時他和他的團隊發現了位於紅矮星格利泽581適居帶內的類地行星候選者，該天體距離地球約20光年，天球位置在天秤座內。他和他的團隊也發現了發現時最可能適合人居的其中一顆系外行星 HD 85512 b。

## 經歷
烏德里於1992年獲得日內瓦大學博士學位，之後曾在美國羅格斯大學任教兩年。烏德里回到日內瓦大學以後和米歇爾·麥耶共事。1995年時他是第一顆在主序星旁被發現的飛馬座51b系外行星的其中一位發現人。2007年烏德里成為日內瓦大學自然科學正教授。

## 研究
起初烏德里的研究是星系動力學，目前的研究則是經由分析恆星徑向速度變化資料來搜尋系外行星。他發現的系外行星包含了2007年4月25日公布的格利泽581c，在當時是最適合人類居住的候選系外行星之一。該行星是經由分析歐洲南方天文台位於智利的拉西拉天文台口徑3.6公尺望遠鏡搭載的高精度徑向速度行星搜索器（HARPS）觀測資料而發現。 
烏德里曾接受 Planetary Radio 的主持人麥特·卡普蘭訪問。在訪問中他提到了將裝設於甚大望远镜上的新儀器岩質系外行星與穩定光譜觀測階梯光柵攝譜儀（Echelle SPectrograph forRocky Exoplanet- and StableSpectroscopic Observations，ESPRESSO，暫譯），該設備或許可以讓天文學家以徑向速度法發現類地球系外行星，並且將在2010年以後5到10年內啟用。
烏德里帶領的團隊使用功能升級以後的 HARPS 發現了系外行星格利澤581d存在的證據，它可能是比同一個系統中的格利澤581c和格利澤581g更加適合居住，並且發現了另一個適居行星候選者 HD 85512 b。